# Ann Walker de Lightcliffe
Ann Walker (20 de maio de 1803 - 25 de fevereiro de 1854) era uma proprietária de terras inglesa de West Yorkshire. Ela e sua esposa Anne Lister foram as primeiras mulheres a terem uma cerimônia matrimonial do mesmo sexo, sem ter reconhecimento legal, na Holy Trinity Church, York em 1834  . 

## Início de vida
Ann Walker nasceu em 20 de maio de 1803 em Lightcliffe, West Yorkshire, filha de John e Mary Walker (Edwards)  . Ela foi batizada na Igreja de São Mateus, Lightcliffe, e viveu inicialmente em Crow Nest com seus pais, suas irmãs Mary e Elizabeth e o irmão John  . A irmã de Ann, Mary, morreu em 1815 e os seus pais morreram em 1823, quando Ann tinha apenas 19 anos. O irmão mais novo de Ann, John, herdou a propriedade da família. Em 1828, Elizabeth, casou-se com o capitão George Mackay Sutherland e acabou se mudando para Ayrshire  . Logo após a morte de seu irmão John, em 1830, Ann e Elizabeth se tornaram herdeiras únicas de Crow Nest Estate, ficando com uma parte da riqueza bem significativa  . Ann continuou a viver na propriedade aos seus 20 anos. 

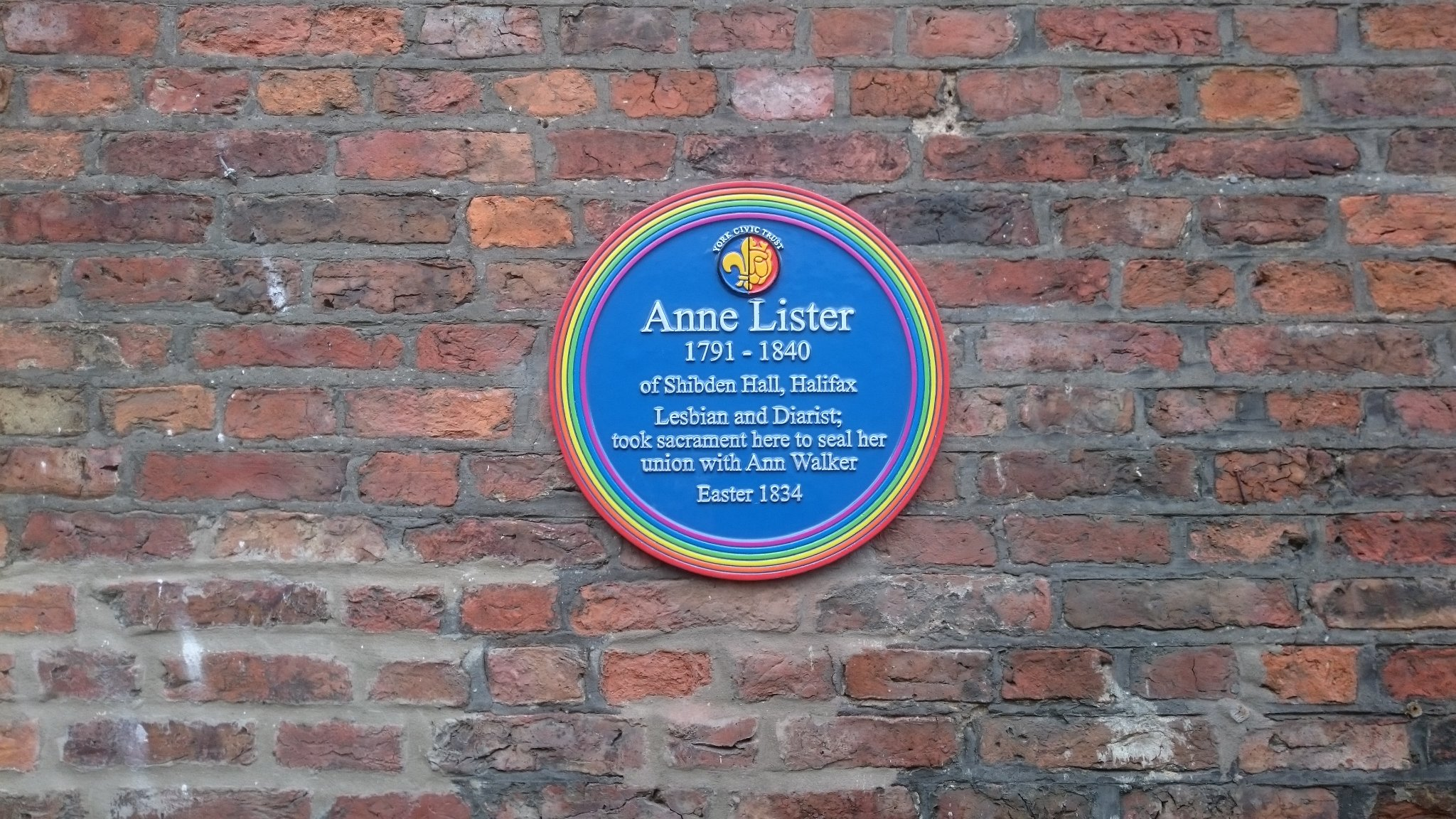
A placa de arco-íris em York, Reino Unido, dedicada à união de Anne Lister com Ann Walker, como pode ser vista em maio de 2019.

## Casamento
Ann Walker e Anne Lister viveram em propriedades vizinhas por vários anos e acabaram se conhecendo ocasionalmente.  No entanto, foi só em 1832 que o casal se envolveu em um relacionamento romântico e sexual  . Esse relacionamento se intensificou nos meses seguintes e, em 27 de fevereiro de 1834, Ann Walker trocou alianças com Anne Lister como símbolo de seu compromisso entre as duas  . Eles fizeram a comunhão juntas na Igreja da Santíssima Trindade, Goodramgate, York, no domingo de Páscoa (30 de março) em 1834 para selar a união, em consideração de um casamento  . A propriedade atualmente exibe uma placa azul comemorativa.  Após a cerimônia, elas viveram juntas em Shibden Hall, o lar ancestral de Anne Lister. O casal viajou bastante até a morte prematura de Anne Lister na Geórgia em 1840  . Ann Walker teve que embalsamar o corpo de Anne e depois ela passou 6 meses viajando de volta para a Inglaterra para que Anne pudesse ser enterrada no cofre da família Lister em Halifax  . O testamento de Anne Lister deu a Ann Walker os direitos de Shibden Hall como sua propriedade. 

Igreja de São Mateus, Lightcliffe

## Fé e filantropia
A fé cristã de Ann Walker era incrivelmente importante para ela, assim como seus trabalhos filantrópicos. Ela trabalhou com certa frequência na Igreja de São Mateus em Lightcliffe durante toda a sua vida, e também lia orações e escrituras bíblicas para a família e empregados aos domingos  . Ann criou sua própria escola dominical para crianças , pois gostava muito delas. Ela também cuidou muito dos empregados, como é mostrado por uma carta escrita para sua casa quando viajava pelo exterior em 1840, onde ela lista todos os presentes que cada um dos servos deve receber no Natal enquanto estava ausente  . 

## Saúde mental
Ann Walker lutou contra problemas de saúde mental ao longo da vida. Ela era propensa a crises de depressivas e possíveis psicoses, que pareciam estar parcialmente ligadas à sua fé religiosa  . Em 1843, três anos após a morte de Anne Lister, ela foi declarada "doente mental" e retirada à força de Shibden Hall para um asilo em York. Mais tarde, ela voltou para a propriedade da família em Lightcliffe, e ficou morando em Cliffe Hill até a morte em 1854  . 

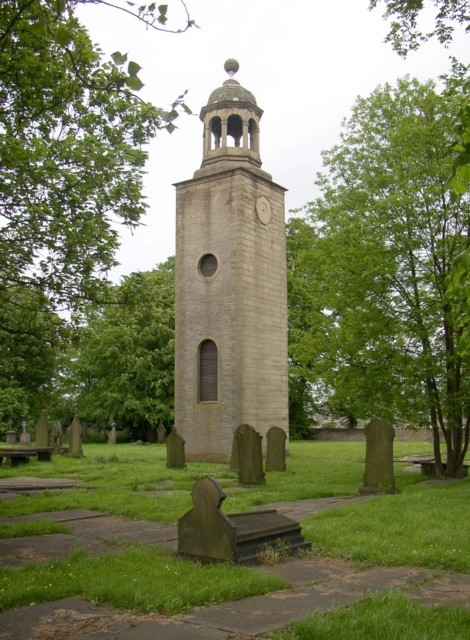
Torre da Igreja Velha de São Mateus, onde a placa de Ann agora está pendurada

## Morte
Ann Walker morreu em 25 de fevereiro de 1854, aos 50 anos. De acordo com o atestado de óbito, a causa de sua morte é registrada como 'congestão de derrame cerebral'. Ela está enterrada no cemitério de St. Matthew, Lightcliffe ao lado de sua tia que também se chamava Ann Walker  . A igreja original de São Mateus foi demolida e reconstruída em um local diferente em Lightcliffe, mas a torre da igreja original ainda permanece no mesmo local. A placa original de bronze de Ann está atualmente pendurada nesta torre. Uma inauguração pública desta placa memorial aconteceu no sábado, 14 de setembro de 2019, quando a torre foi reaberta pela primeira vez desde o seu trancamento na década de 1970  . 

## Legado
Não existem retratos conhecidos de Ann Walker, mas existem algumas de suas cartas estão nos arquivos de West Yorkshire. Muito do que se sabe sobre Ann Walker vem dos diários de Anne Lister, que manteve detalhes ao longo de sua vida adulta. Ann Walker também escrevia um diário, mas este nunca foi encontrado. É provável que muitos de seus bens tenham sido destruídos, pois seu relacionamento com Anne Lister foi considerado vergonhoso para a família Walker. O legado de Ann Walker continua vivo hoje. Sua coragem, determinação e lutas pela saúde mental inspiraram muitas pessoas. Ann viveu contra os desejos de sua família e escolheu viver sua vida com Anne Lister. 
A angariação de fundos ocorreu para exibir publicamente uma placa para Ann Walker como reconhecimento de sua vida e seu significado histórico para a comunidade LGBT. Além disso, a Fundação Ann Walker Memorial foi criada em nome de Ann, que angaria fundos para instituições de caridade que trabalham com jovens LGBT e pessoas com problemas de saúde mental, para criar um legado duradouro em seu nome  . 

## 35em
1. ↑  «Recognition at last for Gentleman Jack, Britain's 'first modern lesbian'». The Observer (em inglês). ISSN 0029-7712
2. 1 2 3 4 5 6  Liddington, Jill (1998). Female Fortune: Land, Gender and Authority: The Anne Lister Diaries and Other Writings, 1833–36. Rivers Oram Press. [S.l.: s.n.]
3. ↑  Whitbread, Helena (2012). The Secret Diaries of Miss Anne Lister. Virago Press. [S.l.: s.n.] pp. 24, 115, 117, 138, 169, 170, 206, 355. ISBN 978-1844087198
4. ↑  Liddington, Jill, 1946- (2003). Nature's domain : Anne Lister and the landscape of desire. Pennine Pens. Hebden Bridge, West Yorkshire: [s.n.] ISBN 1873378483. OCLC 53325201
5. 1 2 3 4 5  Choma, Anne (2019). Gentleman Jack: The Real Anne Lister. Penguin Books. [S.l.: s.n.]
6. ↑  «Anne Lister: Reworded York plaque for 'first lesbian' - BBC News». BBC News
7. ↑  (PhD) http://etheses.whiterose.ac.uk/2471/ |nome1= sem |sobrenome1= em Authors list (ajuda); Em falta ou vazio |título= (ajuda)
8. ↑  Letter from Ann Walker to Booth, 17 December 1840. Stored at West Yorkshire Archives, ref: SH:7/LL/406. Transcribed by Anne Choma July 2019.
9. ↑  Barker. «The Walkers of Crow Nest» (PDF). www.lightcliffehistory.org.uk |nome3= sem |sobrenome3= em Authors list (ajuda)
10. ↑  «A rare opportunity». Friends of Friendless Churches (em inglês)
11. ↑  The Ann Walker Memorial Foundation (2019) http://www.annwalkermemorialfoundation.org/